# Canton de San-Martino-di-Lota
Le canton de San-Martino-di-Lota est une ancienne division administrative française, située dans le département de la Haute-Corse et la collectivité territoriale de Corse.

## Géographie

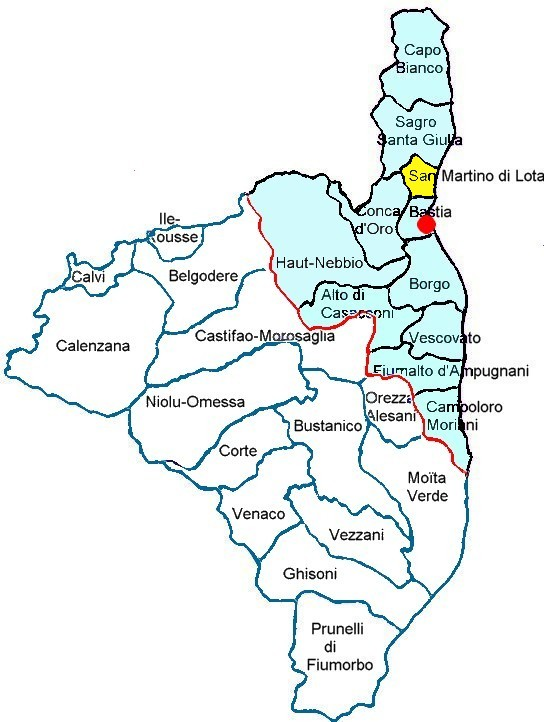
Localisation du canton de San-Martino-di-Lota avant 2015 (en jaune) dans l'arrondissement de Bastia (en bleu).

Dans la banlieue nord de la ville de Bastia, ce canton était organisé autour de San-Martino-di-Lota dans l'arrondissement de Bastia. Son altitude variait de 0 à 1 198 m pour Santa-Maria-di-Lota, avec une moyenne de 297 m.

## Histoire
- De 1833 à 1848, les cantons de Brando et de San Martino avaient le même conseiller général. Le nombre de conseillers généraux était limité à 30[1].

- Le canton est supprimé par le décret du 26 février 2014, à compter des élections départementales de mars 2015[2]. Les communes de San-Martino-di-Lota et de Santa-Maria-di-Lota sont rattachées au canton du Cap Corse et celle de Ville-di-Pietrabugno au canton de Bastia-1.

## Administration

### Conseillers généraux de 1833 à 2015
| Période      | Période           | Identité                             | Étiquette                | Qualité                                                                                               |
| ------------ | ----------------- | ------------------------------------ | ------------------------ | --- |
| 1833         | 1852              | François Marie Stefanini (1798-1878) |                          | Conseiller puis Président de la Cour d'appel de Bastia                                                |
| 1852         | 1864              | Vincent Tomasini                     |                          | Juge de paix, propriétaire                                                                            |
| 1864         | 1883              | Jean Gaudin (1809-1895)              | Bonapartiste             | Médecin à Bastia Président du Conseil Général (1880)                                                  |
| 1883         | 1895              | Albert Gaudin                        | Bonapartiste             | Agent de la Compagnie transatlantique                                                                 |
| 1895         | 1897 (décès)      | M. Casanova                          | Républicain              | Professeur de rhétorique au Lycée Michelet (Paris)                                                    |
| 1897         | 1901              | Vincent Giorgi                       | Républicain              | Propriétaire rentier à San-Martino-di-Lota (Pietranera)                                               |
| 1901         | 1937              | Hyacinthe Cagninacci                 | Républicain puis Rad.    | Avocat à la Cour d'appel de Paris                                                                     |
| 1937         | 1938 (démission)  | M. Michelangeli                      | SFIO                     | |
| 1938         | 1940              | Alexandre Musso                      | Rad.                     | Fonctionnaire Sénateur (1938-1939)                                                                    |
|              |                   |                                      |                          | |
| 1945         | 1951              | Raoul Benigni (1902-1974)            | PCF                      | Gérant d'une coopérative laitière à San-Martino-di-Lota Premier secrétaire fédéral du PCF (1943-1949) |
| 1951         | 1968 (décès)      | Jules Michelangeli                   | Rad.                     | |
| 18 août 1968 | 1972 (annulation) | Joseph Graziani                      | PCF                      | Maire de San-Martino-di-Lota (1977-1983)                                                              |
| 1973         | 1994              | Jean Baggioni                        | UDR puis RPR puis UDF-PR | Maire de Ville-di-Pietrabugno                                                                         |
| 1994         | 2015              | Jean-Jacques Padovani                | Corse Démocratie DVG     | Maire de San-Martino-di-Lota Président du Conseil général (par intérim) en octobre 2010               |

### Conseillers d'arrondissement (de 1833 à 1940)
| Période                                  | Période | Identité                   | Étiquette | Qualité |
| ---------------------------------------- | ------- | -------------------------- | --------- | --- |
| 1833                                     |         | M. Vannucci                |           | Propriétaire à Bastia                                                                                       |
|                                          |         |                            |           | |
| 1852                                     | 1861    | Antoine-Dominique Mariotti |           | |
| 1861                                     | 1864    | Octave-Auguste Gaudin      |           | Notaire à Bastia                                                                                            |
| 1864                                     | 1870    | Joseph Giorgi              |           | Docteur en médecine à Bastia                                                                                |
| 1870                                     | ap.1882 | Antoine Peraldi (?-1888)   |           | Propriétaire, adjoint puis maire de San-Martino-di-Lota                                                     |
| 1889                                     | 1895    | Ange Tomasi                |           | |
| 1895                                     |         | Dominique Guaïtella        |           | Maire de Ville-di-Pietrabugno                                                                               |
|                                          |         |                            |           | |
| 1919                                     | 1934    | M. Franchi                 |           | |
| 1934                                     | 1940    | Jean Anziani               |           | Révoqué de ses fonctions par le Gouvernement de Vichy en 1942                                               |
| 1940                                     |         |                            |           | Les conseils d'arrondissement ont été suspendus par la loi du 12 octobre 1940 et n'ont jamais été réactivés |
| Les données manquantes sont à compléter. |         |                            |           | |

## Composition
Le canton de San-Martino-di-Lota comprenait trois communes et comptait 8 446 habitants, selon la population légale de 2012.
| Communes             | Population (2012) | Code postal | Code Insee |
| -------------------- | ----------------- | ----------- | ---------- |
| San-Martino-di-Lota  | 2 882             | 20200       | 2B305      |
| Santa-Maria-di-Lota  | 2 005             | 20200       | 2B309      |
| Ville-di-Pietrabugno | 3 559             | 20200       | 2B353      |

## Démographie
| 1962  | 1968  | 1975  | 1982  | 1990  | 1999  | 2006  | 2011  | 2012  |
| ----- | ----- | ----- | ----- | ----- | ----- | ----- | ----- | ----- |
| 2 111 | 4 198 | 5 450 | 6 576 | 7 242 | 7 271 | 7 703 | 8 373 | 8 446 |